# Sis dies d'Aarhus
Els Sis dies d'Aarhus era una cursa de ciclisme en pista, de la modalitat de sis dies, que es corria a Aarhus (Dinamarca). La seva primera edició data del 1954 i va durar fins al 1961.

## Palmarès
| Any      | Primers                                 | Segons                                  | Tercers                                  |
| -------- | --------------------------------------- | --------------------------------------- | ---------------------------------------- |
| 1954 (1) | Georges Senfftleben · Roger Godeau      | Jean Roth · Walter Bucher               | Oscar Plattner · Arie Van Vliet          |
| 1954 (2) | Alfred Strom · Sydney Patterson         | Kay Werner Nielsen · Evan Klamer        | Heinz Zoll · Herbert Weinrich            |
| 1955     | Kay Werner Nielsen · Evan Klamer        | Heinz Zoll · Herbert Weinrich           | Pierre Iacoponelli · Ferdinando Terruzzi |
| 1956     | Jean Roth · Walter Bucher               | Dominique Forlini · Georges Senfftleben | Kay Werner Nielsen · Keld Leveau         |
| 1957     | Oscar Plattner · Fritz Pfenninger       | Kay Werner Nielsen · Evan Klamer        | Ferdinando Terruzzi · Herbert Weinrich   |
| 1958     | Kay Werner Nielsen · Palle Lykke Jensen | Jean Roth · Fritz Pfenninger            | Ferdinando Terruzzi · Knud Linge         |
| 1959     | Ferdinando Terruzzi · Knud Linge        | Kay Werner Nielsen · Palle Lykke Jensen | Jean Roth · Fritz Pfenninger             |
| 1960     | Rik Van Steenbergen · Emile Severeyns   | Kay Werner Nielsen · Palle Lykke Jensen | Bendy Pedersen · Hans-Edmund Andresen    |
| 1961     | Kay Werner Nielsen · Palle Lykke Jensen | Oscar Plattner · Klaus Bugdahl          | Rik Van Steenbergen · Emile Severeyns    |